# Toulongeon (Adelsgeschlecht)
Toulongeon ist eine Familie des burgundischen Adels, das erstmals in der zweiten Hälfte des 13. Jahrhunderts auftritt. Ihre Heimat sind die Orte Germagnat und Toulongeon (heute Teil von Germagnat) im späteren Département Ain.
Die bekanntesten Familienmitglieder sind die drei Brüder:
- Jean II. de Toulongeon († 1427) Marschall, Generalkapitän und Gouverneur des Herzogtums Burgund
- Antoine de Toulongeon († 1432) Marschall, Generalkapitän und Gouverneur des Herzogtums Burgund
- André de Toulongeon († 1432) Großstallmeister von Frankreich

## Stammliste (Auszug)
1. NN
  1. Etienne, Seigneur de Toulongeon und Germagnat, 1293 bezeugt
    1. Gauvain de Toulongeon, † vor 1318
      1. Fromond, Seigneur de Toulongeon et de La Bastie-sur-Cerdon
        1. Jean, † vor 1363, Seigneur de Toulongeon et de La Bastie; ⚭ Marguerite de Sennecey, Dame de Villeneuve, Erbtochter von Guillaume, Baron de Sennecey
          1. Tristan, † 1400/01, Seigneur de Toulongeon, de la Villeneuve, de Germagnat et de Mornay; ⚭ Jeanne de Chalon, Dame de Montrichard, Erbtochter von Jean Bâtard de Chalon
            1. Jean II. de Toulongeon, † 1427, Seigneur de Toulongeon, Baron de Sennecey, Marschall, Gouverneur und Generalkapitän von Burgund
              1. Jean, † 1463, Baron de Sennecey
              2. Claude, † nach 1483, Dame de Sennecey ; ⚭ Jean de Bauffremont, Seigneur de Vauvilliers et de Soye, † vor 1477, (Haus Bauffremont)

            2. Antoine de Toulongeon, † 1432, Seigneur de Traves, de Montrichard et de la Bastie, Marschall, Gouverneur und Generalkapitän von Burgund
              1. Jean, † 1448, Baron de Traves, Seigneur de Beaumont, de Montrichard etc.; ⚭ Claude de Blamont, Dame de Vellexon, † nach 1448, Tochter von Johann II., (Wigeriche)
                1. Claude, † 1495, Baron de Traves
                  1. Jean, † 1513, Seigneur de Traves
                  2. Jeanne, † nach 1545, Dame du Châtelier; ⚭ René de Clermont aus dem Haus Gallerande, Vizeadmiral von Frankreich, † 1523

                2. Marc, Seigneur de Vellexon; ⚭ Anne (Agnès) de Bauffremont, Tochter von Pierre, Seigneur de Vauvilliers, (Haus Bauffremont)
                  1. Claudine, Dame de Vellexon; ⚭ Claude de la Baume-Montrevel, † 1541 (La Baume-Montrevel)

              2. Claude, (1441/42–1503), Seigneur de Toulongeon, La Bastie und Le Châtelier-en-Champagne, seit 1481 Ritter des Ordens vom Goldenen Vlies.[1] – Nachkommen : die Herren von Ancredey, † 17. Jahrhundert

            3. André de Toulongeon, † 1432, Seigneur de Mornay, dann Seigneur de Saint-Aubin-sur-Loire, Großstallmeister von Frankreich; ⚭ I Cornelie Bâtarde de Bourgogne, Tochter von Philipp dem Guten, Herzog von Burgund, (Haus Burgund); ⚭ II Jacqueline de La Trémoille, † 1466, Tochter von Pierre, Baron de Dours, (Haus La Trémoille)
            4. Jeanne, † vor 1420; ⚭ Henri de Champdivers, Bruder von Odette de Champdivers

        2. Guyot, † vor 1405; ⚭ NN Gaspard, Schwester oder Verwandte von Jean Gaspard
          1. Jean de Gaspard de Toulongeon, † vor 1444 – Nachkommen : die (Gaspard de) Toulongeon, Grafen von Champlitte, Grafen und Marquis von Toulongeon

    2. Simon, 1323 bezeugt; ⚭ Marie oder Marguerite de Saint-Aubin, Dame de Toulouse – Nachkommen, † nach 1426

  2. Anne, 1260 bezeugt; ⚭ Bérard, Seigneur de Dortans